# موس لينمان
موس لينمان (بالهولندية: Moos Linneman)‏ (مواليد 11 يونيو 1931) هو ملاكم هولندي، مثّل بلاده في الألعاب الأولمبية الصيفية في دورتي 1948 و1952.

## روابط خارجية
موس لينمان على موقع أوليمبيديا (الإنجليزية)